# KEiiNO
KEiiNO je norská superskupina, kterou tvoří sámský rapper Fred Buljo a zpěváci Alexandra Rotan a Tom Hugo. Skupina byla vytvořena na konci roku 2018 s cílem zúčastnit se v následujícím roce soutěže Melodi Grand Prix. Tento ročník nakonec vyhráli, díky čemuž mohli reprezentovat Norsko na Eurovision Song Contest 2019, kde skončili na šestém místě.

## Pozadí a kariéra
Skupina se dala dohromady koncem léta 2018, kdy Tom Hugo a jeho manžel Alex Olsson začali psát píseň „Spirit in the Sky“ inspirovanou bojem za rovnost. Později se k nim přidali Fred Buljo a Alexandra Rotan. Název skupiny byl inspirován Buljovým rodným městem Kautokeino (v severní sámštině Guovdageaidnu). -geaidnu znamená v překladu cesta nebo silnice, což má představovat cestu, která skupinu svedla dohromady. Jelikož skupina také spolupracovala s finským producentem, skončila nakonec u slova keino, což je kvenská varianta slova geaidnu, tedy cesta. Podle Alexandry Rotan měli již všichni tři rozeběhnutou svou kariéru, až díky KEiiNO ale dokázali opravdu prorazit.
Díky vítězství v Melodi Grand Prix v roce 2019 skupina reprezentovala Norsko na Eurovision Song Contest 2019 s písní „Spirit in the Sky“. Ve druhém semifinále konaném 16. května 2019 postoupili ze 7. místa do finále. Ve finále skupina získala nejvíce bodů od diváků, kvůli nižšímu hodnocení odborných porot ale skončila až na šestém místě.
8. května 2020 skupina vydala své debutové studiové album Okta. Album se umístilo na 30. místě norského hudebního žebříčku. Album bylo vydáno ještě dvakrát, nejprve jako deluxe CD pouze pro Norsko v říjnu 2021 a později jako Okta (Guokte) 24. února 2022.
11. ledna 2021 bylo oznámeno, že se KEiiNO zúčastní finále Melodi Grand Prix 2021 s písní „Monument“. Píseň byla vydána o půlnoci 15. ledna 2021 a živě byla poprvé představena o den později během prvního semifinále Melodi Grand Prix. Skupina ve finále 20. února 2021 těsně prohrála v souboji o první místo s Tixovou skladbou „Fallen Angel“.
Skupina se na začátku roku 2022 vydala na turné po Austrálii. Během turné byla Alexandra Rotan přijata do nemocnice kvůli poškrábání od koaly.
Skupina se zúčastnila soutěže Melodi Grand Prix také v roce 2024, tentokrát s písní „Damdiggida“ skončila na druhém místě.

## Diskografie

### Alba
- 2020: Okta

### Extended plays
- 2023: Midnight Marina

### Singly
| Rok  | Píseň                                        |
| ---- | -------------------------------------------- |
| 2019 | „Spirit in the Sky“                          |
| 2019 | „Shallow“                                    |
| 2019 | „Praying“                                    |
| 2019 | „Vill ha dig“                                |
| 2019 | „Dancing in the Smoke“                       |
| 2020 | „Colours“                                    |
| 2020 | „Black Leather“ (s Charlotte Qamaniq)        |
| 2020 | „Would I Lie“ (s Electric Fields)            |
| 2020 | „I Wanna Dance with Somebody (Who Loves Me)“ |
| 2020 | „Transarctic Lover“ (se Sordalem)            |
| 2020 | „A Winter's Night“                           |
| 2021 | „Monument“                                   |
| 2021 | „Unbreakable“                                |
| 2021 | „Drivers License“                            |
| 2021 | „Summer of My Life“                          |
| 2021 | „Mellom Bakkar og Berg“ (s Kautobahn)        |
| 2021 | „Addjas“                                     |
| 2021 | „End of Time (Taste of Heaven)“              |
| 2021 | „Venus“                                      |
| 2021 | „A New Beginning“                            |
| 2022 | „On a Night Like This“                       |
| 2022 | „Mother of the Night“                        |
| 2022 | „Nights of Thunder“                          |
| 2023 | „Alt du kan se“                              |
| 2023 | „The Sun Always Shines on TV“                |
| 2023 | „Ritma“                                      |
| 2023 | „Get Up“                                     |
| 2023 | „Insomnia“                                   |
| 2024 | „Damdiggida“                                 |
| 2024 | „Hero, Baby“                                 |
| 2024 | „Disco“                                      |
| 2024 | „Say It Like That“                           |
| 2024 | „Northern Boy“                               |
| 2025 | „Midnight Gloria“                            |
| 2025 | „Halo“                                       |
| 2025 | „Unstoppable“                                |